# قطعنامه ۱۳۷۵ شورای امنیت
قطعنامه ۱۳۷۵ شورای امنیت سازمان ملل متحد که در تاریخ ۲۹ اکتبر ۲۰۰۱ تصویب شد، سندی بین‌المللی دربارهٔ بررسی وضعیت در بوروندی است. این قطعنامه طی نشست ۴۳۹۹ام با ۱۵ رای موافق، ۰ مخالف و ۰ ممتنع تصویب شد.